# Gare de Glos - Montfort
Pour les articles homonymes, voir Gare de Montfort.
La gare de Glos - Montfort est une gare ferroviaire française des lignes de Serquigny à Oissel et d'Évreux-Embranchement à Quetteville, située sur le territoire de la commune de Glos-sur-Risle, à proximité de Montfort-sur-Risle, dans le département de l'Eure, en région Normandie.
Elle est mise en service en 1865, par la Compagnie des chemins de fer de l'Ouest et fermée en 2019 sur ordre du conseil régional normand dans l'objectif de rendre plus attractive la liaison Rouen - Caen.
Avant sa fermeture, c'était une halte voyageurs de la Société nationale des chemins de fer français (SNCF), du réseau TER Normandie, desservie par des trains régionaux. C'est également une gare ouverte au service fret.

## Situation ferroviaire
Établie à 53 mètres d'altitude, la gare de bifurcation de Glos - Montfort est située au point kilométrique (PK) 19,168 de la ligne de Serquigny à Oissel, entre les gares ouvertes de Brionne et de Bourgtheroulde - Thuit-Hébert, elle est encadrée par les deux gares fermées de Pont-Authou et de Saint-Léger - Boissey.
Elle est également située au PK 155,286 de la ligne partiellement déclassée d'Évreux-Embranchement à Quetteville, entre la limite de déclassement et la gare fermée de Montfort - Saint-Philbert.

## Histoire
La station de Glos - Montfort est mise en service le 24 juillet 1865 par la Compagnie des chemins de fer de l'Ouest, lorsqu'elle ouvre à l'exploitation l'embranchement de Serquigny à Rouen de la ligne de Paris à Caen et à Cherbourg.
Elle devient une gare de bifurcation le 23 août 1867, lors de l'ouverture à l'exploitation de l'embranchement d'intérêt local d'Évreux-Embranchement à Quetteville.
De 1902 à 1948, elle est aussi le terminus de la petite ligne à voie métrique du chemin de fer de Cormeilles à Glos-Montfort et extensions, moyennant indemnité versée à la compagnie de l'Ouest.
En 2014, le temps de parcours prévu est de 0 h 37 min pour la gare de Rouen-Rive-Droite et de 1 h 7 min pour la gare de Caen. La desserte voyageurs est de un train par jour sur la relation Rouen-Caen, dans chaque sens, du lundi au vendredi et d'un seul train pour Caen les samedis dimanches et fêtes.
En 2015, la SNCF estime la fréquentation annuelle à 4 110 voyageurs. Avec seulement 3 à 4 trains s'y arrêtant par jour en 2018, et à peu près autant de voyageurs y montant ou descendant, la région considère qu'il n'est plus justifié d'y faire arrêter les trains et décide de fermer la gare aux voyageurs avant la fin de l'année 2019.
À sa fermeture en 2019, c'est une halte SNCF, point d'arrêt non géré (PANG) à accès libre. Un passage à niveau planchéié, permet alors la traversée des voies et l'accès aux quais. Desservie par les trains du réseau TER Normandie de la relation Rouen-Rive-Droite - Caen, le stationnement des véhicules était possible à côté du bâtiment principal et de l'entrée de la halte voyageurs.

## Service des voyageurs

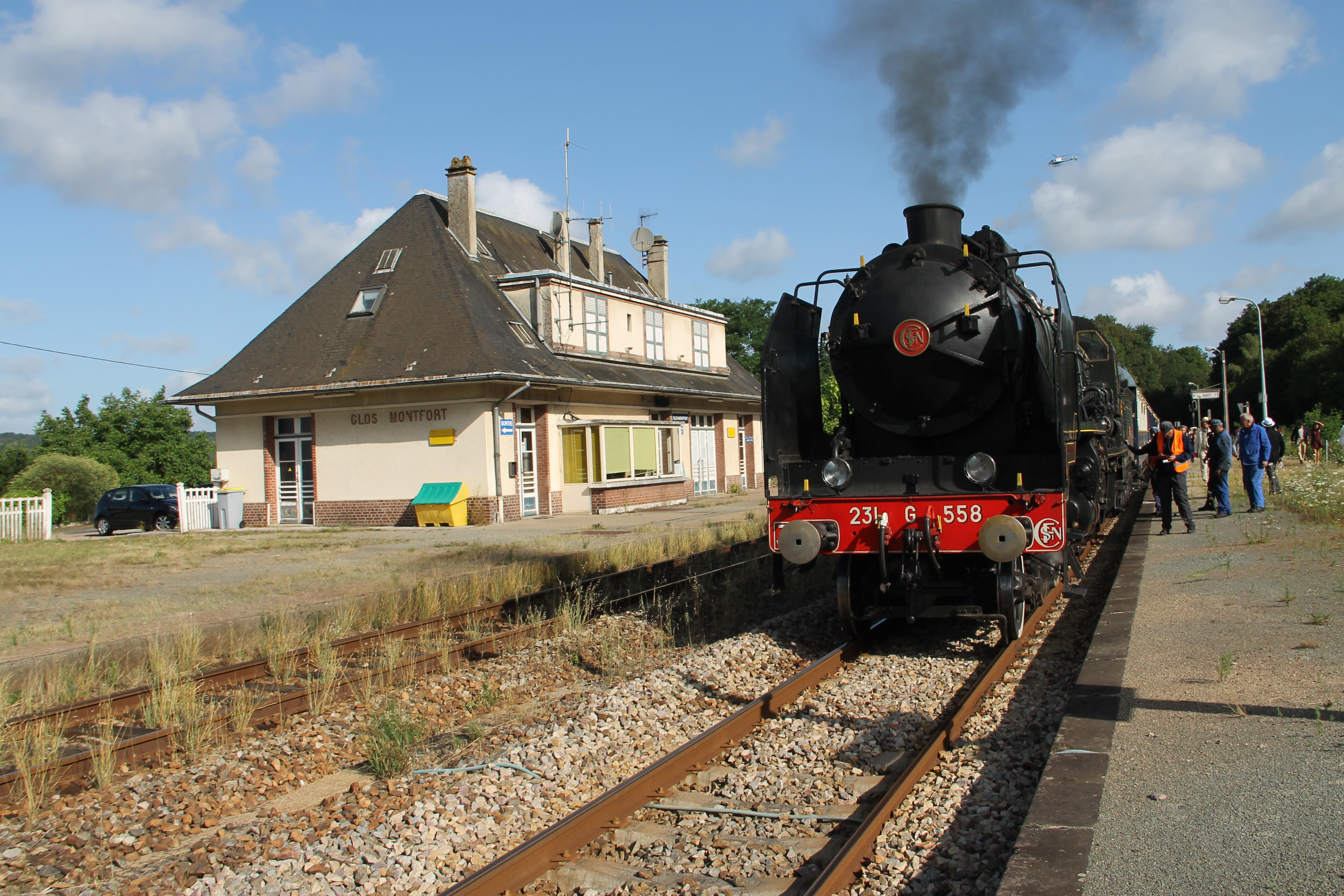
Le bâtiment voyageurs, les quais et un train spécial du Pacific Vapeur Club.

La gare est fermée à tout trafic voyageurs ; les trains y passent sans la desservir.

## Service des marchandises
La gare de Glos - Montfort, qui dépend de la plateforme de Sotteville, est ouverte au service du fret, uniquement pour des transports par train massif en gare.